# Nahash
Le nahash, de l'hébreu נָחָשׁ (nāḥāš), est un terme hébreu qui désigne un serpent dans la Bible. Nahash est notamment le terme utilisé pour désigner le serpent de la Genèse, qui entraîne la chute d'Adam et Ève. C'est aussi le terme utilisé dans l'épisode de la transformation du bâton de Moïse en serpent dans le Livre de l'Exode et dans l'épisode du serpent d'airain dans le Livre des Nombres.

## Mythologie du Proche-Orient ancien
Dans le Proche-Orient ancien, le serpent est fréquemment associé à des divinités, notamment pour conjurer les morsures de serpents. Il est un symbole de protection et de santé. À Ougarit, le dieu Horon est invoqué pour repousser les serpents venimeux (nḥšm). Dans l'iconographie cananéenne, le serpent semble symboliser les forces du chaos combattues par le dieu guerrier. Dans l’Épopée de Gilgamesh, le serpent tient un autre rôle : il est celui qui dérobe à Gilgamesh la plante de jouvence.
Le terme nāḥāš apparaît 31 fois dans le texte massorétique de la Bible hébraïque. Ce n'est pas le seul terme servant à désigner un serpent. Par exemple śĕrāpîm et tannîn désignent aussi des serpents, sans qu'il soit possible de les relier précisément à des espèces particulières. Dans le Livre des Nombres (23.23 et 24.1), nāḥāš désigne une forme de divination. À la forme piel, le verbe hébreu niḥeš a le sens de « pratiquer la divination ». Ce sens est aussi attesté en araméen.
Dans la Bible, le serpent est associé à la divinité Yahweh et à la magie. Dans Exode 4.1-5, le nāḥāš est le signe de la puissance de Yahweh. La transformation magique du bâton en serpent est le signe que Yahweh s'est révélé à Moïse. Dans Nombres 21.4-9, la vue du serpent d'airain (en hébreu neḥaš neḥošet) doit servir à soigner les morsures des serpents du désert (les śĕrāpîm, les « brûlants »).

## Bible hébraïque

### Genèse

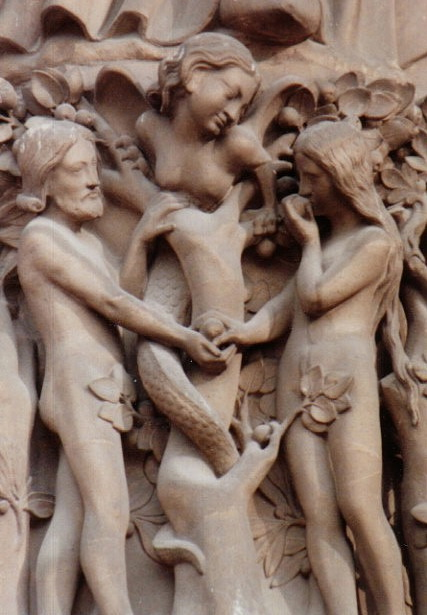
Adam, Ève et le serpent (ici, soit androgyne ou soit femelle, symboliserait probablement Lilith dans ce dernier cas) à l'entrée de la cathédrale Notre-Dame de Paris.

Dans la Genèse, un serpent, séduit la première femme, Ève, l'incitant à manger le fruit défendu de l'arbre de la connaissance du bien et du mal. Dieu, leur ayant interdit de manger ce fruit, expulse Adam et Ève du jardin d’Éden.
Quant au serpent, celui-ci sera maudit et devra manger de la poussière tous les jours de sa vie. De plus, sa postérité et celle de la femme se livreront une guerre constante, on lui écrasera la tête, il leur blessera le talon (Gen. 3:14-15).
Le nahash n'est pas nommé ni identifié à Satan dans le livre de la Genèse, ni à une divinité comme dans les autres systèmes de croyance, quoiqu'il apparaisse comme un des rares animaux du Pentateuque à pouvoir parler. Le mot que la Bible emploie pour « rusé » (עָר֔וּם / ʿaroum) est très proche de l'adjectif « nu » (עֵירֹ֖ם / ʿeyrom).

### Exode

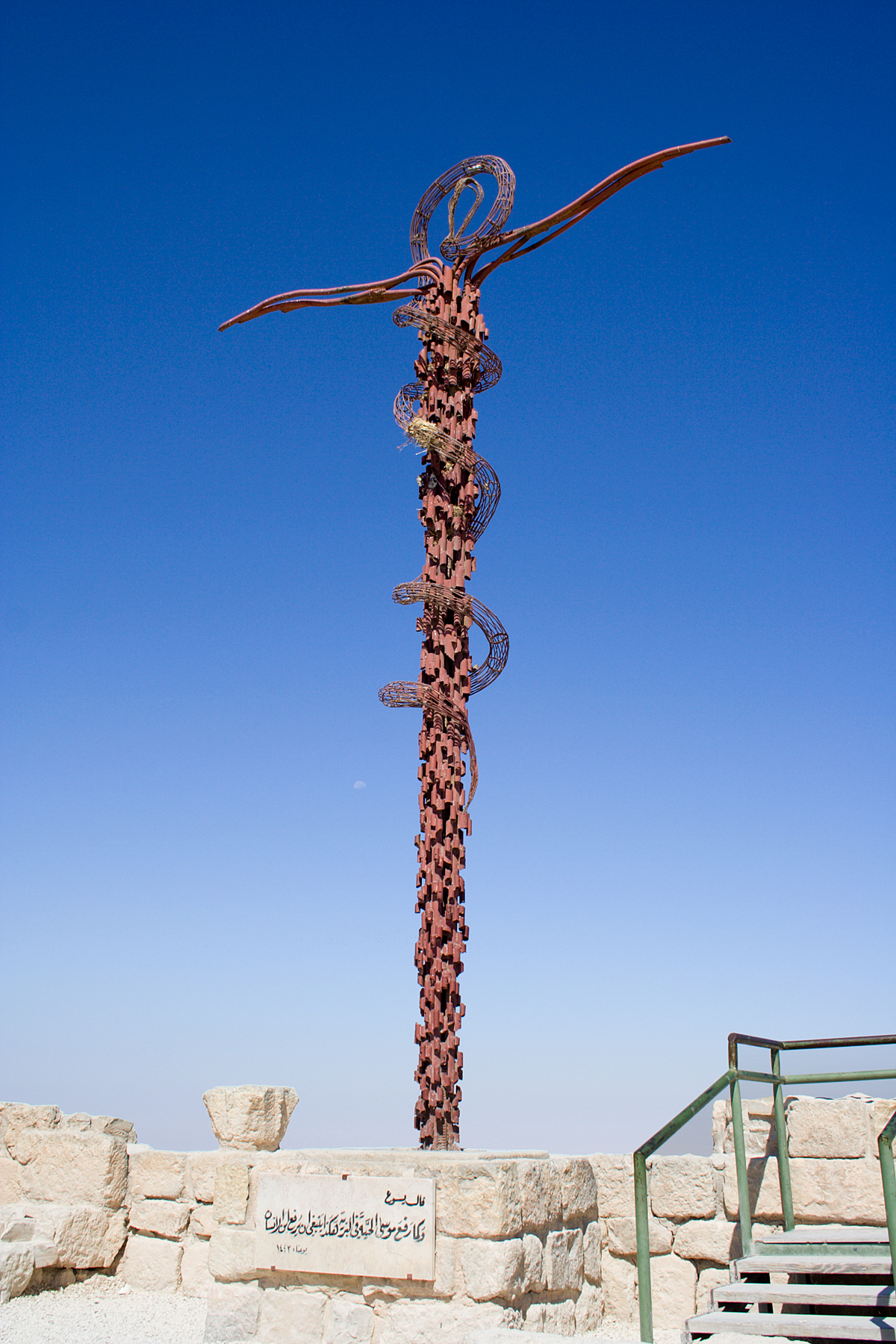
Sculpture du Serpent d'airain de Moïse (en forme de caducée) sur le mont Nébo.

Lors de la révélation liminaire de sa mission, Moïse se voit ordonner de jeter son bâton sur le sol pour constater que celui-ci se change en serpent. D'abord effrayé, Moïse s'entend intimer l'ordre de ramasser ce serpent par la queue, lequel redevient alors bâton.
L'un des premiers miracles réalisés par Moïse devant le Pharaon et la cour d'Égypte sera précisément de réitérer l'expérience, jetant à nouveau son bâton qui se transforme en serpent devant les magiciens attachés au service du souverain d'Égypte.
Outre l'allusion aux idoles ophidiennes égyptiennes, on peut voir en la symbolique du serpent la toute-puissance d'un Dieu régnant sur le Bien comme sur le Mal et au profit du juste qui garde son alliance. Juste dont la première qualité, exemplifiée par le caractère de Moïse, est l'humilité en soi comme devant la bonté de cette Toute-Puissance. L’alliance formellement individuelle d'Abraham préfigurant, à ces titres, l'Alliance collective scellée à l'occasion du geste de Moïse.

### Nombres
Le terme de Nahash intervient encore pour conjurer les attaques de créatures du désert :
« Alors [après que les Hébreux aient soupiré contre Moïse et contre Dieu] l'Éternel envoya contre le peuple des serpents brûlants [śĕrāpîm] ; ils mordirent le peuple, et il mourut beaucoup de gens en Israël. Le peuple vint à Moïse, et dit : nous avons péché, car nous avons parlé contre l'Éternel et contre toi. Prie l'Éternel, afin qu'il éloigne de nous ces serpents. Moïse pria pour le peuple. L'Éternel dit à Moïse : Fais-toi un serpent brûlant, et place-le sur une perche; quiconque aura été mordu, et le regardera, conservera la vie. Moïse fit un serpent d'airain [neḥaš neḥošet], et le plaça sur une perche; et quiconque avait été mordu par un serpent, et regardait le serpent d'airain, conservait la vie. »
— Nombres, chap. 21
Un culte à ce totem était pratiqué dans le temple de Jérusalem jusqu'au règne du roi Ézéchias, qui, en réformant les cultes afin de débarrasser Juda de ses idoles « fit disparaître les hauts lieux, brisa les statues, abattit les idoles, et mit en pièces le serpent d'airain que Moïse avait fait, car les enfants d'Israël avaient jusqu'alors brûlé des parfums devant lui : on l'appelait Nehoushtan ».

## Écritures grecques-chrétiennes
Les pères de l'Église ont vu dans le Christ, « Serpens, Christus, proper sapientiam » le serpent crucifié en rappel du serpent d'airain élevé par Moïse pour la guérison des Hébreux mordus par les serpents. Irénée de Lyon mentionne les Ophites (secte gnostique) : « Certains disent que c’est la Sagesse elle-même qui fut le serpent : c’est pour cette raison que celui-ci s’est dressé contre l’Auteur d’Adam et a donné aux hommes la gnose ; c’est aussi pour cela qu’il est dit que le serpent est le plus rusé de toutes les créatures. Il n’est pas jusqu’à la place de nos intestins, à travers lesquels s’achemine la nourriture, et jusqu’à leur configuration, qui ne ferait voir, cachée en nous, la substance génératrice de vie à forme de serpent. » (Adv. Haer. 1,30,15)
Néanmoins, certains passages du Nouveau Testament semblent établir une connexion entre le serpent et Satan. Dans l'Évangile de Matthieu (23:33), Jésus dit « vous serpents, vous génération de vipères, comment pouvez-vous échapper à la damnation de la Géhenne ». Toutefois, en Matthieu (10:16), Jésus dit aussi lors de la mission apostolique des 12 « voici : je vous envoie comme des brebis au milieu des loups. Soyez donc prudents comme les serpents, et simples comme les colombes ». Dans l'Évangile selon Jean (3:14-16), Jésus se compare au serpent dressé par Moise sur la colline dans le désert : « Et comme Moïse éleva le serpent dans le désert, il faut, de même, que le Fils de l'homme soit élevé, afin que quiconque croit en lui ait la vie éternelle ».
Enfin l'Apocalypse de Jean (12:9) identifie clairement le Diable au Serpent : « Et il fut précipité, le grand dragon, le serpent ancien, appelé le Diable et Satan, celui qui séduit toute la terre, il fut précipité sur la terre, et ses anges furent précipités avec lui. »